# Bundesverband freiberuflicher Kulturwissenschaftler
Der Bundesverband freiberuflicher Kulturwissenschaftler e. V. (Kürzel: BfK) ist ein Berufsverband, der sich als Zusammenschluss von qualifizierten Fachleuten aus dem Kultursektor darstellt, die ihr Wissen und ihre Fähigkeiten auf dem freien Markt anbieten. Die Mitglieder kommen aus den verschiedensten Disziplinen, so etwa den Bereichen der Geschichtsforschung, der Kunstgeschichte, der Volkskunde, der Archäologie oder im Allgemeinen, der Kulturwissenschaft.

## Gründung
Die Gründung erfolgte am 26. September 1998 in Bonn. Im Jahre 2001 erfolgte die Gründung des Geschäftsbereiches Archäologie innerhalb des Verbandes.

## Mitglieder
Mit circa 200 Mitgliedern (Stand 2018) ist der Bundesverband freiberuflicher Kulturwissenschaftler e. V. bundesweit der größte Zusammenschluss von Kulturwissenschaftlern, die ihre Dienstleistungen auf dem freien Markt anbieten.

## Aufgaben und Ziele
Die mit dem Ende des Millenniums 2000 eingesetzten Entwicklungen im Kultursektor in Deutschlands, die etwa zu einem Outsourcing und weiteren Veränderungen (‚Privatisierung des öffentlichen Kulturbetriebs‘) führten, wurden nur ungenügend im Bereich der tätigen, freiberuflichen Kulturwissenschaftler abgebildet. So ist etwa die Arbeitssituation von Kulturwissenschaftlern nicht ausreichend berücksichtigt worden. Hier sieht der Berufsverband seine Aufgabe, das Selbstbewusstsein der Selbstständigen zu stärken. So zählt zu den wichtigsten Aufgaben des Verbandes, die Konkretisierung des Berufsbildes sowie die Darstellung freiberuflicher Kulturarbeit in der entsprechenden (Fach-)Öffentlichkeit. Der Verband versteht sich als eine Interessenvertretung der freiberuflichen Kulturwissenschaftler und Ansprechpartner für Fachverbände und Institutionen im Kultursektor. Wichtiges Ziel ist die Sicherung und Verbesserung der Arbeitsverhältnisse für freiberufliche Kulturwissenschaftler.
Das Zusammentreffen von Angebot und Nachfrage nach einem ökonomischen Gut, hier aus den kernbereichen der „Kulturwissenschaften“, hat so einen Markt für Freiberufler geschaffen.
Der Bundesverband freiberuflicher Kulturwissenschaftler e. V. möchte die Marktbedingungen für freiberufliche Kulturwissenschaft verbessern und die Position der Kulturarbeit auf dem Markt und in der Öffentlichkeit zu stärken. Der Verband sieht sich als vermittelndes Element zwischen den freiberuflich tätigen Kulturwissenschaftlern und der Öffentlichkeit. Dabei positioniert sich der Verband zu aktuellen Fragen, die seine Mitglieder betreffen, so zu kultur-, sozial- und wirtschaftspolitischen Themen.
Der Verband unterstützt die unternehmerische Tätigkeit seiner Mitglieder, etwa durch die Vorlage von Mustern für die Allgemeinen Geschäftsbedingungen, gibt Honorarempfehlungen und ist bei Werksvertragsformulierungen behilflich.
Institutionen wiederum werden über die Suchfunktion auf der Webseite Dienstleister angeboten, die sich dem Kodex mit Mindeststandards an Verhaltensnormen und Prinzipien angeschlossen haben. Die Zertifizierung der archäologischen Mitglieder gehört, neben anderen Verbänden, zu einem bundesweit anerkannter Standard. Ebenso die Zertifizierung von Mitgliedern im Bereich Museums- und Ausstellungstätigkeit zur Abwendung des Risikos scheinselbständiger Beschäftigung.
Ein Schlichter kann im Konfliktfall Lösungsansätze zwischen Auftraggeber und Auftragnehmer suchen helfen.